# 1415
Il 1415 (MCDXV in numeri romani) è un anno  del XV secolo.

## Eventi
- Federico I di Hohenzollern ottiene il principato del Brandeburgo.
- 14 marzo – Jan Hus si reca al Concilio di Costanza per proporre delle riforme della Chiesa.
- 5 maggio – Il Concilio di Costanza condanna gli scritti di John Wycliffe e chiede a Jan Hus di ritirare pubblicamente la sua eresia; dopo il suo rifiuto viene processato per eresia, scomunicato e condannato a morte sul rogo.
- 4 luglio – Papa Gregorio XII chiude ufficialmente il Concilio di Costanza e rinuncia al pontificato.
- 6 luglio – Jan Hus viene bruciato al rogo a Costanza.
- 14 agosto – Il Portogallo conquista la città di Ceuta ai Mori (l'evento segna la creazione dell'Impero portoghese).
- 25 ottobre – Battaglia di Azincourt – Gli arcieri di Enrico V d'Inghilterra sconfiggono la cavalleria francese. Enrico V riconquista la Normandia.
- La Confederazione Svizzera strappa l'Argovia al casato degli Asburgo.
- Giovanna II d'Angiò si sposa con Giacomo II di Borbone
- Sotto Enrico il Navigatore, il Portogallo conquista la piazzaforte di Ceuta (Marocco), dando inizio ai viaggi d'esplorazione europei.

## Nati
- 2 gennaio - Bernardo Cennini, orafo e tipografo italiano († 1498)
- 10 marzo - Basilio II di Russia, principe russo († 1462)
- 15 aprile - Pedro Ferris, cardinale e vescovo cattolico spagnolo († 1478)
- 3 maggio - Cecily Neville, nobildonna inglese († 1495)
- 12 settembre - John de Mowbray, III duca di Norfolk, nobile e militare britannico († 1461)
- 21 settembre - Federico III d'Asburgo, re († 1493)
- 1º dicembre - Jan Długosz, storico e prete polacco († 1480)
- Muhammad X di Granada, sultano († 1454)
- Benedetto Accolti il Vecchio, umanista italiano († 1464)
- Cecilia Aldobrandeschi, nobile italiana († 1451)
- Francesco Ariosto, letterato italiano († 1484)
- Giovanni Antonio Bellinzoni da Pesaro, pittore italiano († 1477)
- Grgur Branković, nobile serbo († 1459)
- Reinoud II van Brederode, nobile e militare olandese († 1473)
- Lodovico Fregoso, doge († 1489)
- Branda Castiglioni, vescovo cattolico italiano († 1487)
- Angelo Decembrio, umanista, scrittore e politico italiano
- Timoteo Maffei, arcivescovo cattolico italiano († 1470)
- Giovanna di Marle, nobile francese († 1462)
- Catalano di Monaco, monegasco († 1457)
- Giovanni II di Nevers, conte († 1491)
- Giambattista Pagliarino, storico italiano († 1506)
- Rennyo, monaco buddista giapponese († 1499)
- George Ripley, alchimista inglese († 1490)
- Sai Tia Kaphut, sovrano laotiano († 1481)
- Shō En, re giapponese († 1476)
- Giacomo Solleciti, medico italiano
- Shō Taikyū, re giapponese († 1460)
- Tezozomoctli († 1483)
- Ulrico III di Graben, nobile e militare austriaco († 1486)
- Cola di Monforte, nobile e condottiero italiano († 1478)

## Morti
- 23 gennaio - João Afonso Esteves, cardinale e arcivescovo cattolico portoghese
- 27 febbraio - Eleonora di Trastámara, regina (n. 1362)
- 12 aprile - Valerano III di Lussemburgo-Ligny, conte francese
- 15 aprile - Manuele Crisolora, umanista bizantino (n. 1360)
- 6 luglio - Jan Hus, teologo boemo
- 8 luglio - Jean Flandrin, vescovo e cardinale francese
- 19 luglio - Filippa di Lancaster, nobile inglese (n. 1360)
- 5 agosto - Riccardo Plantageneto, III conte di Cambridge, conte (n. 1375)
- 5 agosto - Henry Scrope di Masham, nobile britannico
- 24 agosto - Pavle Radinović, nobile bosniaco
- 13 ottobre - Thomas FitzAlan, XII conte di Arundel, militare e politico inglese (n. 1381)
- 16 ottobre - Landolfo Maramaldo, cardinale italiano
- 24 ottobre - Filippo di Nevers, conte (n. 1389)
- 25 ottobre - Antonio di Borgogna, nobile (n. 1384)
- 25 ottobre - Dafydd Gam, nobile gallese
- 25 ottobre - Edoardo III di Bar, nobile francese
- 25 ottobre - Jean I de Croÿ, nobile e militare belga
- 25 ottobre - Guillaume Martel, nobile e militare francese (n. 1365)
- 25 ottobre - Edoardo Plantageneto, II duca di York, duca (n. 1373)
- 25 ottobre - Giovanni I d'Alençon, nobile francese (n. 1385)
- 25 ottobre - Carlo I d'Albret, generale francese
- 9 novembre - Pierre Girard, cardinale e vescovo cattolico francese
- 18 dicembre - Luigi di Valois, nobile francese (n. 1397)
- Andrea da Firenze, compositore e organista italiano
- Deshin Shekpa, monaco buddhista tibetano (n. 1384)
- Profiat Duran, medico e filosofo spagnolo (n. 1350)
- Azzo X d'Este, condottiero e nobile italiano (n. 1344)
- Pietro Farnese, condottiero italiano
- Alice FitzAlan, nobile inglese (n. 1378)
- Niccolò di Pietro Gerini, pittore italiano
- Leonardo II Tocco, conte
- Maestro Bertram, pittore e scultore tedesco
- Jean Malouel, pittore e miniatore olandese
- Antonio I Moncada, nobile, politico e militare italiano
- Obizzo da Montegarullo, condottiero italiano (n. 1347)
- Pandolfello Piscopo, nobile italiano
- Clemente Promontorio, doge (n. 1340)
- Dietrich Tork
- Ugolino III Trinci, nobile italiano
- Antonio Ventimiglia, nobile, politico e militare italiano
- Hanuš di Lipá, nobile boemo
- Johannes von Tepl, scrittore ceco (n. 1350)

## Calendario
| Calendario 1415 | Calendario 1415 | Calendario 1415 | Calendario 1415 | Calendario 1415 | Calendario 1415 | Calendario 1415 | Calendario 1415 | Calendario 1415 | Calendario 1415 | Calendario 1415 | Calendario 1415 | Calendario 1415 | Calendario 1415 | Calendario 1415 | Calendario 1415 | Calendario 1415 | Calendario 1415 | Calendario 1415 | Calendario 1415 | Calendario 1415 | Calendario 1415 | Calendario 1415 | Calendario 1415 | Calendario 1415 | Calendario 1415 | Calendario 1415 | Calendario 1415 | Calendario 1415 | Calendario 1415 | Calendario 1415 | Calendario 1415 | Calendario 1415 |
| --------------- | --------------- | --------------- | --------------- | --------------- | --------------- | --------------- | --------------- | --------------- | --------------- | --------------- | --------------- | --------------- | --------------- | --------------- | --------------- | --------------- | --------------- | --------------- | --------------- | --------------- | --------------- | --------------- | --------------- | --------------- | --------------- | --------------- | --------------- | --------------- | --------------- | --------------- | --------------- | --------------- |
|                 | 1               | 2               | 3               | 4               | 5               | 6               | 7               | 8               | 9               | 10              | 11              | 12              | 13              | 14              | 15              | 16              | 17              | 18              | 19              | 20              | 21              | 22              | 23              | 24              | 25              | 26              | 27              | 28              | 29              | 30              | 31              |                 |
| Gennaio         | Ma              | Me              | Gi              | Ve              | Sa              | Do              | Lu              | Ma              | Me              | Gi              | Ve              | Sa              | Do              | Lu              | Ma              | Me              | Gi              | Ve              | Sa              | Do              | Lu              | Ma              | Me              | Gi              | Ve              | Sa              | Do              | Lu              | Ma              | Me              | Gi              |                 |
| Febbraio        | Ve              | Sa              | Do              | Lu              | Ma              | Me              | Gi              | Ve              | Sa              | Do              | Lu              | Ma              | Me              | Gi              | Ve              | Sa              | Do              | Lu              | Ma              | Me              | Gi              | Ve              | Sa              | Do              | Lu              | Ma              | Me              | Gi              |                 |                 |                 |                 |
| Marzo           | Ve              | Sa              | Do              | Lu              | Ma              | Me              | Gi              | Ve              | Sa              | Do              | Lu              | Ma              | Me              | Gi              | Ve              | Sa              | Do              | Lu              | Ma              | Me              | Gi              | Ve              | Sa              | Do              | Lu              | Ma              | Me              | Gi              | Ve              | Sa              | Do              |                 |
| Aprile          | Lu              | Ma              | Me              | Gi              | Ve              | Sa              | Do              | Lu              | Ma              | Me              | Gi              | Ve              | Sa              | Do              | Lu              | Ma              | Me              | Gi              | Ve              | Sa              | Do              | Lu              | Ma              | Me              | Gi              | Ve              | Sa              | Do              | Lu              | Ma              |                 |                 |
| Maggio          | Me              | Gi              | Ve              | Sa              | Do              | Lu              | Ma              | Me              | Gi              | Ve              | Sa              | Do              | Lu              | Ma              | Me              | Gi              | Ve              | Sa              | Do              | Lu              | Ma              | Me              | Gi              | Ve              | Sa              | Do              | Lu              | Ma              | Me              | Gi              | Ve              |                 |
| Giugno          | Sa              | Do              | Lu              | Ma              | Me              | Gi              | Ve              | Sa              | Do              | Lu              | Ma              | Me              | Gi              | Ve              | Sa              | Do              | Lu              | Ma              | Me              | Gi              | Ve              | Sa              | Do              | Lu              | Ma              | Me              | Gi              | Ve              | Sa              | Do              |                 |                 |
| Luglio          | Lu              | Ma              | Me              | Gi              | Ve              | Sa              | Do              | Lu              | Ma              | Me              | Gi              | Ve              | Sa              | Do              | Lu              | Ma              | Me              | Gi              | Ve              | Sa              | Do              | Lu              | Ma              | Me              | Gi              | Ve              | Sa              | Do              | Lu              | Ma              | Me              |                 |
| Agosto          | Gi              | Ve              | Sa              | Do              | Lu              | Ma              | Me              | Gi              | Ve              | Sa              | Do              | Lu              | Ma              | Me              | Gi              | Ve              | Sa              | Do              | Lu              | Ma              | Me              | Gi              | Ve              | Sa              | Do              | Lu              | Ma              | Me              | Gi              | Ve              | Sa              |                 |
| Settembre       | Do              | Lu              | Ma              | Me              | Gi              | Ve              | Sa              | Do              | Lu              | Ma              | Me              | Gi              | Ve              | Sa              | Do              | Lu              | Ma              | Me              | Gi              | Ve              | Sa              | Do              | Lu              | Ma              | Me              | Gi              | Ve              | Sa              | Do              | Lu              |                 |                 |
| Ottobre         | Ma              | Me              | Gi              | Ve              | Sa              | Do              | Lu              | Ma              | Me              | Gi              | Ve              | Sa              | Do              | Lu              | Ma              | Me              | Gi              | Ve              | Sa              | Do              | Lu              | Ma              | Me              | Gi              | Ve              | Sa              | Do              | Lu              | Ma              | Me              | Gi              |                 |
| Novembre        | Ve              | Sa              | Do              | Lu              | Ma              | Me              | Gi              | Ve              | Sa              | Do              | Lu              | Ma              | Me              | Gi              | Ve              | Sa              | Do              | Lu              | Ma              | Me              | Gi              | Ve              | Sa              | Do              | Lu              | Ma              | Me              | Gi              | Ve              | Sa              |                 |                 |
| Dicembre        | Do              | Lu              | Ma              | Me              | Gi              | Ve              | Sa              | Do              | Lu              | Ma              | Me              | Gi              | Ve              | Sa              | Do              | Lu              | Ma              | Me              | Gi              | Ve              | Sa              | Do              | Lu              | Ma              | Me              | Gi              | Ve              | Sa              | Do              | Lu              | Ma              |                 |